# Miloš Adamović
Miloš Adamović (sârbă Милош Aдaмoвић; n. 19 iunie 1988 în Belgrad) este un fotbalist sârb care joacă la FC Sheriff Tiraspol sub formă de împrumut de la clubul din Superliga Sârbă OFK Beograd.